# Pascal Auscher
Pascal Auscher est un mathématicien français né en 1963, professeur à l'université Paris-Sud. Spécialiste d'analyse harmonique et de théorie des opérateurs (en), il est principalement connu pour la démonstration, avec Steve Hofmann, Michael Lacey, Alan McIntosh et Philippe Tchamitchian, de la célèbre conjecture de Kato (en). Il a dirigé l'Institut national des sciences mathématiques et de leurs interactions, de 2017 à 2021. 
Avec Moritz Egert, il écrit la monographie Boundary value problems and Hardy spaces for elliptic systems with block structure, qui reçoit le prix Ferran Sunyer i Balaguer en 2022.

## Publications choisies
- Pascal Auscher, Steve Hofmann, Michael Lacey, Alan McIntosh et Philippe Tchamitchian, « The solution of the Kato square root problem for second order elliptic operators on Rn », Annals of Mathematics, vol. 156, no 2,‎ 2002, p. 633-654 (DOI 10.2307/3597201, MR 1933726)
- Pascal Auscher et Moritz Egert, Boundary Value Problems and Hardy Spaces for Elliptic Systems with Block Structure, Birhaüser, coll. « Progress in Mathematics » (no 346), xiii+310 p. (ISBN 978-3-031-29972-8 et 978-3-031-29973-5, DOI 10.1007/978-3-031-29973-5) (prix Ferran Sunyer i Balaguer 2022)